# دوري الدرجة الأولى الروماني 1935–36
دوري الدرجة الأولى الروماني 1935–36 (بالرومانية: Divizia A 1935-1936)‏ هو الموسم 24 من  دوري الدرجة الأولى الروماني. أقيم خلال الفترة 1 سبتمبر 1935 وحتى 12 يوليو 1936، وأشرف على تنظيمه اتحاد رومانيا لكرة القدم، وكان عدد الأندية المشاركة فيه  12، وفاز فيه نادي ريبنسيا تيميشوارا بعد أن لعب 22 مباراة وفاز بـ 13 منها.

## نتائج الموسم
| المركز | فريق                   | لعب | ف  | ت | خ | له | عليه | ف.أ | نقاط | ملاحظة |
| ------ | ---------------------- | --- | -- | - | - | -- | ---- | --- | ---- | ------ |
| 1      | نادي ريبنسيا تيميشوارا | 22  | 13 | 4 | 5 | 59 | 37   | +22 |      |        |